# Krasnosilla (obwód kirowohradzki)
Krasnosilla (ukr. Красносілля) – wieś na Ukrainie, w obwodzie kirowohradzkim, w rejonie kropywnyckim, w hromadzie Ołeksandriwka. W 2001 liczyła 1474 mieszkańców, spośród których 1430 wskazało jako ojczysty język ukraiński, 30 rosyjski, 3 mołdawski, 1 białoruski, a 10 ormiański.